# امپراتوری سنغای
امپراتوری سُنغای یا سُنگای یک پادشاهی گسترده در غرب آفریقا در سده‌های ۱۵ و ۱۶ میلادی بود.
این امپراتوری به نام قوم سنغای که رهبری آن را بر عهده داشتند نامیده شد و یکی از بزرگ‌ترین امپراتوری‌های آفریقا بوده است. رهبران این امپراتوری، مسلمان بودند.
پایتخت این امپراتوری شهر گائو بود که این شهر از سده یازدهم مرکز یک پادشاهی کوچک بوده است.
پایگاه قدرت امپراتوری سنغای در جایی بود که رودخانه نیجر تغییر مسیر داده و انحنایی را به وجود می‌آورد. این منطقه امروز در کشورهای نیجر و بورکینافاسو قرار دارد.
نخستین پادشاه امپراتوری سنغای سنی علی نام داشت که از سال ۱۴۶۴ تا ۱۴۹۳ فرمانروایی کرد و مانند شاهان مالی که پیش از او فرمان می‌راندند، مسلمان بود.